# Kim Min-jung (tir)
Dans ce nom coréen, le nom de famille, Kim, précède le nom personnel.
Pour les articles homonymes, voir Kim Min-jung et Kim.
Kim Min-jung (en coréen : 김민정), née le 26 mars 1997 à Séoul (Corée du Sud), est une tireuse sportive sud-coréenne. Après le bronze en pistolet à 10 m aux Jeux olympiques de la jeunesse de 2014, elle est sacrée vice-championne olympique du pistolet à 25 m aux Jeux olympiques d'été de 2020.

## Carrière
Lors des épreuves de tir aux Jeux olympiques de la jeunesse de 2014, elle termine sur la troisième marche du podium en pistolet à 10 m filles derrière la Polonaise Agata Nowak et la Russe Margarita Lomova. Deux ans plus tard, aux Jeux olympiques d'été de 2016, elle ne réussit pas à dépasser le stade des qualifications au pistolet à 25 m.
Elle remporte la finale du pistolet à 25 m de la Coupe du monde de tir de l'ISSF 2017. Aux Jeux asiatiques de 2018, elle obtient ensuite deux médailles d'argent en pistolet à air comprimé à 10 m individuel et par équipes et la médaille de bronze du pistolet à 25 m. Elle obtient ensuite deux médailles d'argent aux Championnats du monde 2018, en tir au pistolet à air comprimé à 10 mètres par équipes et en pistolet à 25 mètres par équipes. Elle est deuxième de la finale du pistolet à 25 m de la  Coupe du monde de tir de l'ISSF 2019 et participe à l'Universiade d'été de 2019, obtenant une médaille d'argent en pistolet à air comprimé à 10 mètres par équipes et une médaille de bronze en pistolet à air comprimé à 10 mètres.
Aux Jeux olympiques d'été de 2020, elle monte sur la deuxième marche du podium du pistolet à 25 m derrière la Russe Vitalina Batsarashkina après avoir perdu au shoot-off pour la médaille d'or.